# Michael Berkowitz (Historiker)
Michael Berkowitz (* 1959 in Rochester, New York) ist ein US-amerikanischer Historiker und Professor für moderne jüdische Geschichte am University College London.

## Biografie
Berkowitz schloss ein Bachelor-Studium am Hobart College sowie ein Master-Studium und Doktorat an der University of Wisconsin–Madison ab. Seit 2012 ist Berkowitz Herausgeber der Zeitschrift Jewish Historical Studies: Transactions of the Jewish Historical Society of England.

## Werke (Auswahl)
- Jews and Photography in Britain. University of Texas Press, 2015.
- The Crime of My Very Existence: Nazism and the Myth of Jewish Criminality. University of California Press, 2007.
- The Jewish Self-Image: American and British Perspectives, 1881–1939. Reaktion Press / New York University Press, 2000.
- Western Jewry and the Zionist Project, 1914–1933. Cambridge University Press, 1997/2002.
- Zionist Culture and West European Jewry before the First World War. Cambridge University Press, 1993 / University of North Carolina Press, 1996.

| Personendaten    | Personendaten                                                                                           |
| ---------------- | --- |
| NAME             | Berkowitz, Michael                                                                                      |
| KURZBESCHREIBUNG | US-amerikanischer Historiker und Professor für moderne jüdische Geschichte am University College London |
| GEBURTSDATUM     | 1959 |
| GEBURTSORT       | Rochester, New York                                                                                     |